# 木山耕三
木山 耕三（きやま こうぞう、1954年〈昭和29年〉1月7日 - ）は、日本の政治家。第2代広島県庄原市長（3期）。元広島県議会議員（3期）。2025年4月16日、任期満了により市長を退任した。

## 来歴
広島県比婆郡東城町（現・庄原市）出身。
1972年（昭和47年）3月、崇徳高等学校卒業。
1976年（昭和51年）3月、日本大学経済学部卒業。
昭和51年4月　富士観光株式会社 入社。
昭和59年4月　富士観光株式会社 取締役。
平成2年4月　富士観光株式会社 退任、株式会社帝釈峡遊覧船 入社。
平成6年3月　株式会社帝釈峡遊覧船 代表取締役。
県議選
1995年（平成7年）4月、広島県議会議員選挙に自由民主党公認で比婆郡選挙区から出馬し、初当選。
1999年（平成11年）に2期目の当選。
2003年（平成15年）に3期目の当選。
2005年（平成17年）3月31日、庄原市（旧制）、比婆郡西城町、東城町、口和町、高野町、比和町、甲奴郡総領町の1市6町が新設合併し、新制の庄原市が誕生した。それに伴い、比婆郡選挙区は庄原市選挙区に統合された。選挙区統合後初めて行われた2007年（平成19年）4月の県議選には無所属で庄原市選挙区から出馬するも、落選。
2012年（平成24年）10月、同社の代表取締役を退任。
庄原市長選
2013年（平成25年）4月の庄原市長選挙に無所属で出馬。現職の庄原市長（当時）であった滝口季彦の支援を受けて選挙に臨み、新人2人の候補者との争いを制し、初当選。次点の候補者とは26票差であった。同年4月17日、庄原市長に就任。
2017年（平成29年）4月、2期目を目指して庄原市長選挙に無所属（自由民主党推薦）で出馬し、再選。
2021年（令和3年）4月、庄原市長選挙に無所属（自由民主党推薦）で出馬し、3選。
引退
2024年12月13日、この日の市議会定例会の一般質問で木山耕三市長は、任期満了に伴う市長選（2025年4月6日告示、13日投開票）に立候補せず、3期目の今期限りで退く意向を表明した。